# Atelomycterus fasciatus
Espèce
Répartition géographique
Atelomycterus fasciatus est un poisson Carcharhiniformes d'Australie.

## Référence
- Compagno & Stevens : Atelomycterus fasciatus n.sp., a new catshark (Chondrichthyes: Carcharhiniformes: Scyliorhinidae) from tropical Australia. Records of the Australian Museum. 45 pp 147-149.